# Колюш
Колю́ш (фр. Coluche); (справжнє ім'я Мішель Колюччі фр. Michel Colucci, нар.28 жовтня 1944, Париж — †19 червня 1986, Опйо) — французький комік, актор, сценарист. Виступав на сцені та на радіо, знявся у декількох дуже популярних кінокомедіях. У 1980 році мав намір балотуватися на посаду президента Франції. Лауреат премії Сезар 1983 року.

## Біографія
Мішель Колюччі народився 28 жовтня 1944 року, у Парижі в родині француженки і італійського іммігранта. Батько походив з північної Італії, у Парижі працював маляром. У 1947 році батько помер і мати була вимушена сама виховувати двох дітей. Дитинство Мішель провів у передмісті Парижу, рано почав цікавитися музикою, але погано вчився, прогулював уроки. Закінчив лише початкову школу і рано почав працювати на різних дрібних роботах. За цей час за власним визнанням встиг попрацювати на 14 різних посадах — від фотографа до офіціанта.
Певний час працював на заводі і допомагав матері, пізніше пішов в армію, але звідти Мішеля звільнили за погану дисципліну. У вільний від роботи час грав на гітарі, співав у колі друзів. У 1966 році знайшов роботу — мив посуд у кабаре «Chez Bernadette», де час від часу також розважав клієнтів грою на гітарі та комічними сценками. Саме тут Мішель вирішив взяти сценічне ім'я Колюш.
Незабаром Колюш разом із друзями заснував власну групу коміків, які виступали із музичними та комічними номерами у паризьких кабаре і барах. У 1974 році Колюш почав виступати один, оскільки його талант коміка вже став добре відомий паризькій публіці. Разом із успіхом на сцені з'явилися запрошення знятися у рекламних роликах, перші спроби комічних ролей у кіно та на телебаченні. Найбільшу славу Колюш, однак, зажив як комік виступаючи не тільки у Франції, але й в інших франкомовних країнах. У 1975 році він одружився із Веронікою Кантор, з якою у нього народилося двоє дітей.
У 1976 році Колюш у зеніті слави, саме в цей час його запросили зніматися разом з Луї де Фюнесом у комедії «Крильце чи ніжка», яка мала шалений успіх у публіки. Колюшу згодом запропонували вести гумористичну передачу на радіо. Разом із виступами на радіо він продовжував гастролі як комік. У 1980 році Колюш заявив про бажання стати кандидатом на посаду президента Франції. Хоча Колюш сприймав свою кандидатуру швидше за жарт, його були готові підтримати 16 % французького електорату і декотрі сприйняли цей намір як загрозу дестабілізації політичного життя. Після погроз і тиску з боку декількох партій Колюш відмовився від наміру брати участь у політиці.
У 1982 році шлюб Колюша розпався і комік зосередився на кінематографі. Великий успіх у публіки мали такі фільми з його участю, як «Інспектор-роззява» та «Банзай». За драматичну роль у фільмі «Чао, блазень» у 1983 році він отримав премію Сезар. У цей час він також продовжував виступати на сцені та на радіо з новими комічними номерами. У середині 1980-х років Колюш залишив Париж і оселився на півдні Франції, біля Канн. Саме тут по дорозі з Канн до Опйо 19 червня 1986 року Колюш потрапив в аварію на своєму мотоциклі й помер від отриманих травм голови.

## Вшанування пам'яті

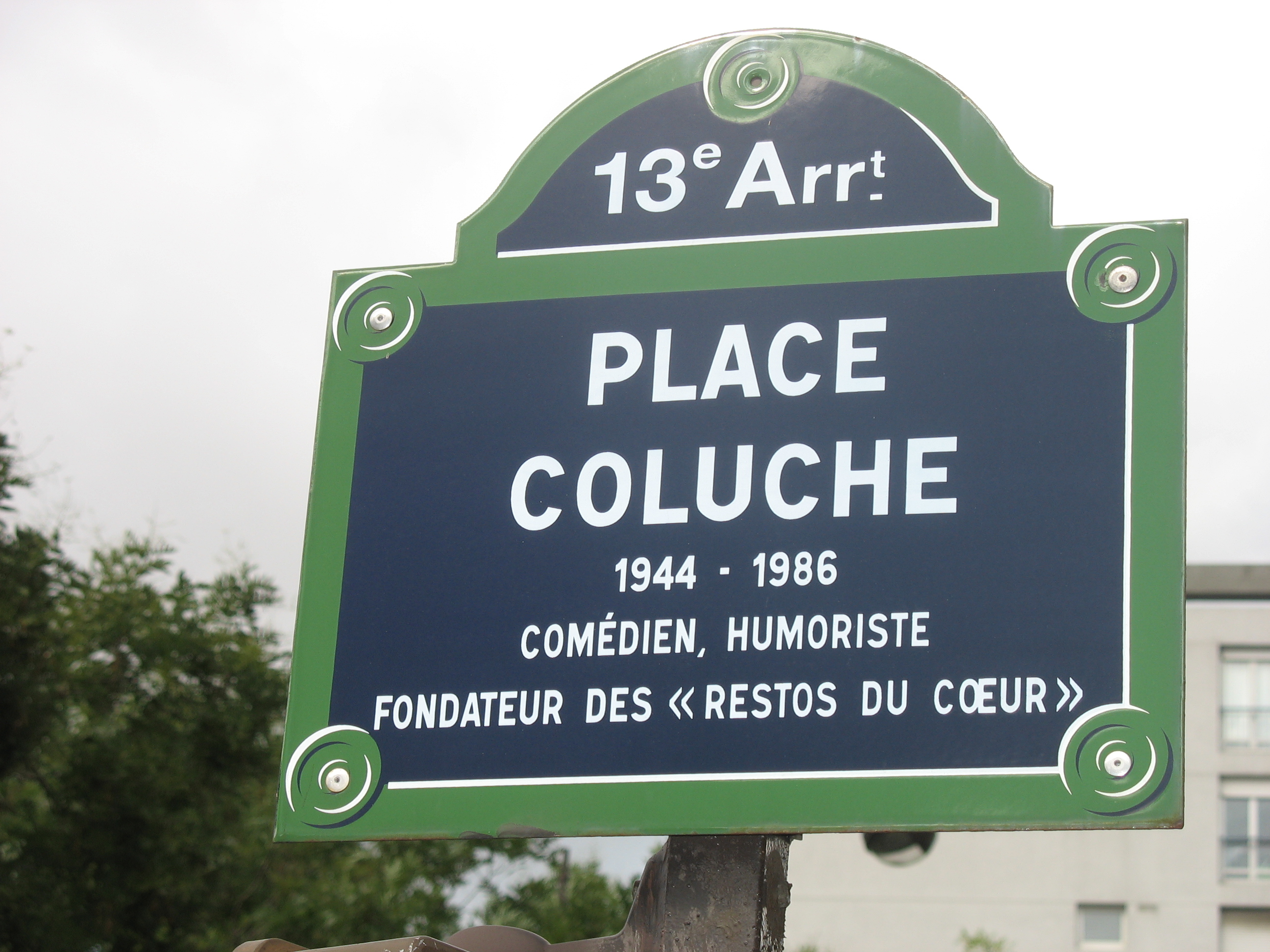
Площа Колюша у Парижі

Іменем Колюша названі декілька вулиць у різних містах Франції, зокрема одна з них у 13 окрузі Парижа, де він свого часу виступав. Загибелі коміка були присвячені альбоми французьких музикантів, його іменем названі добродійні товариства і навіть один вид троянд.